# الحركة الإسلامية في كردستان العراق
الحركة الإسلامية في كردستان العراق هي حركة إسلامية سياسية كردية تأسست في عام 1987 على يد مجموعة من علماء الأكراد ابان حكم النظام العراقي برئاسة صدام حسين، وكان هدفهم مقاومة حزب البعث ونشر الفكر الإسلامي وتقوية الهوية الإسلامية للأكراد وأنتشرت الحركة وتوسعت بعد عام 1991 أي بعد الانتفاضة الكردية التي استطاع الأكراد فيها السيطرة على ثلاث محافظات في شمال العراق، كشف تسريب برقية سعودية من ويكيليكس أن السعودية تبرعت بأكثر من نصف مليون دولار للحزب.

## أبرز الشخصيات
- الشيخ عثمان عبد العزيز مرشد الحركة الإسلامية من أبرز علماء المنطقة توفي عام 1998 في دمشق
- الشيخ علي عبد العزيز أيضا شخصية بارزة ومرموقة وكان مرشد الحركة حتى توفي عام 2007 في لندن
- الشيخ صديق عبد العزيز توفي عام 2019
- أحمد كاكه محمود توفى عام 2007
- كمال رحيم رسول عضو المكتب السياسي
- كامل حاج علي عضو المكتب السياسي
- محمد عمر عبد العزيز
- الشيخ كريكار انفصل عن الحكرة واتحد مع جند الإسلام
- علي باببير انفصل عن الحركة واسس الجماعة الإسلامية عام 2001.
- محممد برزنجي انفصل والتحق بالجماعة الإسلامية التي يتراسها علي بابير.

## مراحل الحركة منذ التأسيس
دخل الاتحاد الوطني الذي يترأسه جلال طالباني الرئيس السابق للعراق في معارك مع الحركة بسبب هويتهم الإسلامية من عام 1987 حتى عام 1997 وراح ضحيتها الكثير من كلا الجانبين.
لقد كانت الحركة الإسلامية بمثابة الحركة الأم لمعظم الحركات الإسلامية الأخرى فقد أسست منها جماعتين انشقوا منها مثل جماعة أنصار الإسلام الذي أسسها الملا كريكار والجماعة الإسلامية التي يترأسها علي بابير.
وشاركت الحركة بالانتخابات الأخيرة في 25 تموز 2009 في كردستان العراق وحصلت على مقعدين في البرلمان.

## أهداف الحركة
الحركة مثلما جاء في تعريفها من الموقع الرسمي وأعلنت بانها حركة إسلامية وتكافح من أجل تحقيق مصالح الشعب الكردي في كردستان العراق ويكون دستور الحكم القرآن والسنة النبوية.